# Jakob Gapp
Jakob Gapp, SM (26. července 1897, Wattens – 13. srpna 1943, Berlín) byl rakouský římskokatolický kněz a řeholník kongregace Marianistů, oběť nacistického režimu. Katolická církev jej uctívá jako blahoslaveného mučedníka.

## Život
Narodil se dne 26. července 1897 v obci Wattens jako sedmé dítě Martinu Gappovi a Antonii Wach. Pokřtěn byl následujícího 27. července v místním farním kostele sv. Vavřince. Ve svém rodném městě získal základní vzdělání a v roce 1910 nastoupil na střední školu, kterou v Hall provozoval Řád menších bratří.
Během první světové války sloužil na frontě od května 1915 do roku 1916, kdy byl během bitvy raněn. Za statečnost na bojišti obdržel Stříbrnou medaili za odvahu II. třídy. Dne 4. listopadu 1918 se stal válečným zajatcem v Riva del Garda a kvůli nesprávné komunikaci o dohodě a příměří byl internován až do 18. srpna 1919. Dne 13. srpna 1920 k Marianistům v klášteře Greisinghof v Tragweinu a 26. září zde zahájil svůj noviciát. Mezi lety 1921–1925 zastával funkci učitele a sakristiána v Štýrském Hradci. Své řeholní sliby složil v Antony ve Francii dne 27. srpna 1925. V září roku 1925 zahájil ve švýcarském Fribourgu svá kněžská studia a 5. dubna 1930 byl vysvěcen na kněze biskupem Mariusem Bessonem v katedrále sv. Mikuláše ve Fribourgu.
Po svém vysvěcení působil jako učitel a kaplan na školách své kongregace až do roku 1938. Často se vzdal vlastního topného uhlí pro chudé a shromažďoval pro ně potraviny a další potřeby. Kázal proti chybám nacismu a tomu, jak byl neslučitelný se základní křesťanskou etikou a vírou. V březnu roku 1938 byl nucen uprchnout do Štýrského Hradce poté, co německá vojska vstoupila do Rakouska. V září téhož roku byl svými představenými poslán do Tyrolska v září 1938, kde sloužil do října jako pomocný duchovní v Breitenwang-Reutte až do října 1938, kdy mu gestapo zakázalo vyučovat náboženství. Odmítal hajlovat a nosit odznak s hákovým křížem a jednou veřejně pokáral učitelku, která studentům říkala, aby „nenáviděli a zabíjeli Čechy a Židy“.
Sám své studenty učil, že láska ke všem lidem bez ohledu na rasu nebo náboženství je klíčová a učil, že lidé by měli uctívat Boha a ne Adolfa Hitlera. Dne 11. prosince 1938 přednesl kázání, ve kterém bránil papeže Pia XI. před nacistickými pomluvami a nařídil věřícím, aby četli křesťanskou literaturu a ne tu, kterou propagovali nacisté. Jedním takovým dokumentem, ke kterému nasměroval ostatní a o kterém hovořil, byla německy psaná encyklika Mit brennender Sorge, kterou Pius XI. vydal v roce 1937. V lednu roku 1939 mu bylo doporučeno uprchnout z Rakouska, načež odcestoval do Bordeaux ve Francii, kde pracoval jako kaplan a jako knihovník. V květnu téhož roku zamířil do Španělska, kde sloužil v mariánských komunitách ve Valencii a také v Cádizu a San Sebastiánu. V roce 1942 šel ve Valencii na britský konzulát v naději, že získá vízum pro cestu do Anglie, ale tento jeho pokus selhal. Spokojil se se čtením britských novin jako The Tablet, aby získal necenzurované zprávy, které by mu sdělily pravdy o druhé světové válce. Zde se také dozvídal o hrůzách holocaustu.
I přes svůj pobyt ve Španělsku vyvíjelo gestapo snahu jej zatknout a roku 1942 vymyslelo spiknutí, jak jej dostat přes francouzské hranice do Německa. Dostal zprávu o dvou židovských mužích, kteří uprchli z Berlína a byli na francouzských hranicích a žádali jeho pomoc poté, co se o něm dozvěděli. Dále zjistil, že tito dva byli bratři, kteří chtěli křest, a tak opustil Španělsko, aby jim pomohl. Blízko hranic však zjistil, že ti dva nejsou židé, ale maskovaní nacisté, kteří ho následně unesli a zatkli v Hendaye dne 9. listopadu 1942. Poté byl poslán do Berlína, kde byl uvězněn. Bylo rozhodnuto, že nebude poslán do koncentračního tábora Dachau, protože byl považován za nebezpečného do té míry, že potřeboval zvláštní dohled. Dne 2. července 1943 byl odsouzen k trestu smrti za „zradu“. Bylo také rozhodnuto, že jeho ostatky nebudou pohřbeny.
Odpoledne 13. srpna 1943 ve 13:00 mu bylo oznámeno, že bude ještě ten večer popraven. Stihl poté napsat dva dopisy na rozloučenou. Byl sťat v 19:08 ve věznici Plötzensee v Berlíně a jeho ostatky byly použity pro výzkum v Anatomicko-biologickém institutu na Berlínské univerzitě. V roce 1996 byl rozsudek smrti nad ním posmrtně zrušen berlínským soudem. Jeho ostatky byly v roce 2002 přeneseny do Innsbrucku.

## Úcta
Dne 6. dubna 1995 podepsal papež sv. Jan Pavel II. dekret o jeho mučednictví. Blahořečen pak byl dne 24. listopadu 1996 na Svatopetrském náměstí papežem sv. Janem Pavlem II.
Jeho památka je připomínána 13. srpna. Bývá zobrazován v řeholním oděvu.